# 玉名納涼花火大会
玉名納涼花火大会（たまなのうりょうはなびたいかい）は、熊本県玉名市で開催される花火大会。会場は、菊池川河川敷の1か所で、川の向こう岸で打ち上げされる。川の中からも打ち上げる。会場付近は、高瀬本町商店街や周辺の道路は、歩行者天国になる。

## 最寄り駅
- JR玉名駅や肥後伊倉駅 - 当日は玉名駅～熊本駅間、玉名駅～大牟田駅・銀水駅間を臨時列車を運行する（上下線とも）。
- 九州新幹線新玉名駅